# Evangelisch-Lutherische Kirche in Kirgisistan
Die Evangelisch-Lutherische Kirche in der Kirgisischen Republik ist eine selbständige regionale Kirche im Verbund der Evangelisch-Lutherischen Kirche in Russland, der Ukraine, in Kasachstan und Mittelasien (ELKRAS). Sie hat ihren Sitz in Bischkek.

## Geschichte
Eine lutherische Kirche in Kirgisistan (Kirgisien) gibt es seit 1929. Damals hatte Stalin die so genannten Kulaken aus dem Gebiet um Saratow (Russland) in die damalige sowjetische Republik Kirgisien zwangsweise umgesiedelt. Unter den Kulaken waren auch Menschen deutscher Nationalität, die von der Konfession her lutherisch waren.
In dieser Zeit der Unterdrückung konnte der christliche Glaube lutherischer Prägung im Untergrund innerhalb der Familien bewahrt werden. Ein großer Zustrom kam 1957 ins Land, als es den zwangsweise umgesiedelten Deutschen erlaubt wurde, sich in der ganzen Sowjetunion (nur nicht in den Heimatorten, aus denen sie verschleppt worden waren) aufzuhalten. Die lutherischen Gemeinden wuchsen stark, wurden immer zahlreicher und erreichten 1980 einen Höhepunkt.
Mit der Perestroika kam aber auch die Ausreisewelle der deutschstämmigen Christen nach Deutschland. Gab es 1980 noch 50 lutherische Gemeinden, so waren es 1995 nur noch 15. Als 1999 der 1988 aus Kirgisien ausgereiste Alfred Eichholz auf Bitten von Bischof Emmanuel Schanz nach elf Jahren wieder in seine Heimat zurückkehrte, bekam die Kirche in Kirgisistan dank einer kreativen Missionstätigkeit wieder Aufschwung. Zurzeit gibt es 17 Gemeinden, die beiden größten sind in Bischkek und Osch.

## Struktur
Das kirchliche Zentrum befindet sich in der kirgisischen Hauptstadt Bischkek. Dort residiert auch der Bischof. Entscheidungsorgan ist die Synode.

### Synode
Die regionale Synode ist oberstes Verfassungs- und Entscheidungsorgan der Evangelisch-Lutherischen Kirche in der Kirgisischen Republik. Präsident der Synode ist Alexander Schanz.

### Bischof
Die geistliche Leitung der Kirche obliegt dem Bischof, der auch zum überregionalen Bischofsrat der Evangelisch-Lutherischen Kirche in Russland, der Ukraine, Kasachstan und Mittelasien gehört.
Bisherige Amtsinhaber waren:
- bis 2005: Emmanuel Schanz
- 2005 bis heute: Alfred Eichholz

## Partnerkirche
Deutsche Partnerkirche ist die Evangelische Kirche von Kurhessen-Waldeck.